# Lophothericles faurei
Lophothericles faurei är en insektsart som beskrevs av Marius Descamps 1977. Lophothericles faurei ingår i släktet Lophothericles och familjen Thericleidae. Inga underarter finns listade i Catalogue of Life.